# Тульфес
Тульфес (нім. Tulfes) —  громада округу Інсбрук-Ланд у землі Тіроль, Австрія.
Тульфес лежить на висоті  923 м над рівнем моря і займає площу  27,7 км². Громада налічує 1411 мешканців. 
Густота населення 51/км².  
|                                  |
| Тульфес на мапі округу та землі. |

 Адреса управління громади: Herrengasse 4, 6075 Tulfes. 

## Демографія
Історична динаміка населення міста за даними сайту Statistik Austria

## Виноски
1. ↑  Dauersiedlungsraum der Gemeinden Politischen Bezirke und Bundesländer - Gebietsstand 1.1.2018 — Статистичне управління Австрії.
2. ↑  https://www.statistik.at/blickgem/blick1/g70360.pdf
3. ↑   www.tulfes.tirol.gv.at
4. ↑  Gemeindedaten von Tulfes

| Австрія | Це незавершена стаття з географії Австрії. Ви можете допомогти проєкту, виправивши або дописавши її. |